# Süwag Energie
Die Süwag Energie AG ist ein regionales Energieversorgungsunternehmen, das sich im mehrheitlichen Besitz von E.ON befindet. Unternehmenssitz ist Frankfurt am Main. Das knapp 5200 Quadratkilometer umfassende Versorgungsgebiet verteilt sich auf Regionen in den Bundesländern Baden-Württemberg, Bayern, Hessen, Rheinland-Pfalz und angrenzend Nordrhein-Westfalen.
Aufgrund des Verkaufs von Innogy durch RWE an E.ON versuchen die Stadtwerke Frankfurt am Main als ein Anteilseigner der Süwag, die früheren Anteile an der Süwag aufgrund einer Change-of-Control-Klausel in der Konsortialvereinbarung von 2001 (vgl. Geschichte) seit 2019 zu erwerben.

## Geschichte
Das Unternehmen entstand im Juni 2001 durch den Zusammenschluss der Kraftwerk Altwürttemberg AG (KAWAG), des Überlandwerks Achern, der Kraftversorgung Rhein-Wied AG, des Elektrizitätswerks Bad Homburg, der Rheingau Elektrizitätswerke GmbH und Main-Kraftwerke AG (MKW). 77,6 Prozent der Anteile wurden von RWE gehalten, der Rest des Kapitals ist in der Hand von 15 kommunalen Eigentümern sowie freien Aktionären. Mit der Umstrukturierung von RWE und der Gründung von Innogy 2016 wurden unter anderem die Beteiligungen an Tochterunternehmen, darunter auch der Süwag, von RWE an Innogy übertragen. Seitdem hielt Innogy 77,6 Prozent der Anteile der Süwag. Mit der vollständigen Übernahme von Innogy durch E.ON im Juni 2020 gingen diese Anteile an E.ON über.

## Konzernstruktur

### Gesellschaften
Die Süwag Energie AG ist die Dachgesellschaft für drei hundertprozentige Tochtergesellschaften:
- Süwag Vertrieb AG & Co. KG
- Süwag Grüne Energien und Wasser AG & Co. KG
- Syna GmbH (Verteilnetzbetreiber)

Zudem ist die Süwag Energie AG an weiteren Gesellschaften außerhalb der Süwag-Gruppe beteiligt.
Unter der Marke Süwag2GO bietet die Süwag Energie AG in sechs deutschen Städten E-Roller-Sharing.

### Anteilseigner
Die Beteiligungsstruktur der Süwag Energie AG setzt sich wie folgt zusammen:
- E.ON Beteiligungsholding GmbH: 77,583 Prozent
- Kommunale Anteilseigner: 22,325 Prozent
- Freie Aktionäre: 0,092 Prozent

### Wasserkraftwerke
Die Süwag betreibt insgesamt 16 Laufwasserkraftwerke, hauptsächlich an der Lahn (und Wied), zudem am Neckar (Wasserkraftwerk Pleidelsheim mit 4,4 MW) und an der Kinzig sowie Kleinkraftwerke an Nebenflüssen. Mit einer Gesamtleistung von gut 20 Megawatt (MW) werden im Durchschnitt 77 Millionen Kilowattstunden (kWh) Strom im Jahr erzeugt (somit rund 5000 Volllaststunden), womit umgerechnet 22.000 Haushalte versorgt werden können.

## Kennzahlen
Die Kennzahlen der Süwag Energie AG für das Geschäftsjahr 2023:
- Umsatzerlöse inklusive Strom- und Energiesteuer: 123,4 Millionen Euro
- Investitionen in Sachanlagen: 18,7 Millionen Euro
- Jahresüberschuss: 131,8 Millionen Euro
- Bilanzsumme: 1.620,6 Millionen Euro
- Mitarbeiter inklusive Auszubildende: 196
- Stromabsatz: 93 Millionen kWh
- Erdgasabsatz: 3 Millionen kWh